# Nachtjagdgeschwader 200
Nachtjagdgeschwader 200 (dobesedno slovensko: Nočni-lovski polk 200; kratica NJG 200) je bil nočno-lovski letalski polk (Geschwader) v sestavi nemške Luftwaffe med drugo svetovno vojno.

## Organizacija
- štab
- I. skupina
- II. skupina[1]